# Amy Elizabeth Thorpe
Amy Elizabeth "Betty" Thorpe (n. 22 noiembrie 1910 la Minneapolis – d. 1 decembrie 1963 la Castelnou) a fost o spioană americană care a lucrat pentru Special Operations Executive.
A activat în Polonia sub numele de cod Cynthia, și ulterior Betty Pack.
A furnizat informații referitoare la decizia lui Hitler de a dezmembra Cehoslovacia și a ajutat la decodarea mesajelor radio ale Germania nazistă.
O altă misiune importantă a sa consta în obținerea codurilor de comunicație ale guvernului pro-nazist de la Vichy, lucru pe care l-a reușit seducând un membru al ambasadei.